# Aragoa
Aragoa es un género con 24 especies de plantas de flores perteneciente a la familia Scrophulariaceae. 

## Especies seleccionadas
- Aragoa abietina
- Aragoa abscondita
- Aragoa castroviejoi
- Aragoa chingacensis
- Aragoa cleefii

- Datos: Q4783723
- Multimedia: Aragoa / Q4783723
- Especies: Aragoa